# Estádio Municipal de São Luiz do Anauá
O Estádio Municipal de São Luís do Anauá pertence à prefeitura de São Luís do Anauá, em Roraima. Tem capacidade para cerca de 1.500 pessoas. O Real, time da cidade, manda seus jogos neste estádio.